# Alter Bridge
Alter Bridge je americká rocková skupina, založená roku 2004 v Orlandu na Floridě, USA. Jejími členy jsou tři členové kapely Creed Mark Tremonti (sólová kytara, zpěv), Brian Marshall (basová kytara), Scott „Flip“ Phillips (bicí), a Myles Kennedy (sólový zpěv, kytara), bývalý člen kapely The Mayfield Four.

Kapela je pojmenovaná po malém mostu na Alter Road v Detroitu, nedaleko Tremontiho rodného domu, který je vyobrazen na debutovém albu skupiny „One Day Remains“. Most vedl ke „špatné části“ města a děti měly zakázáno tuto nepsanou hranici překročit - viděly tedy ve druhém konci mostu cosi neznámého. Proto podle Tremontiho symbolizuje název skupiny krok do neznáma, začátek nových událostí.

Alter Bridge vydali pět studiových alb, dvě live DVD a osm singlů. Jejich první album „One Day Remains" vydali v srpnu 2004, následovalo druhé s názvem „Blackbird“ v říjnu 2007, třetí „AB III“ bylo vydáno v říjnu 2010, v roce 2013 vyšlo album Fortress a 2016 pak The Last Hero.

## Historie

### Vznik: 2003 - 2004
Koncem roku 2003 ukončila činnost kapela Creed kvůli rozporům Tremontiho a Phillipse se zpěvákem Scottem Stappem. Následoval oficiální rozpad kapely v roce 2004. Tremonti s Phillipsem se ještě v roce 2003 spojili s baskytaristou Brianem Marshallem, který Creed opustil již mnohem dříve, a jako zpěváka oslovili Mylese Kennedyho, jehož znali z dřívějška jako frontmana kapely The Mayfield Four, která předskakovala kapele Creed na turné v roce 1998. 

Alter Bridge datuje oficiální vznik k 1. 1. 2004.

### One Day Remains: 2004 - 2006

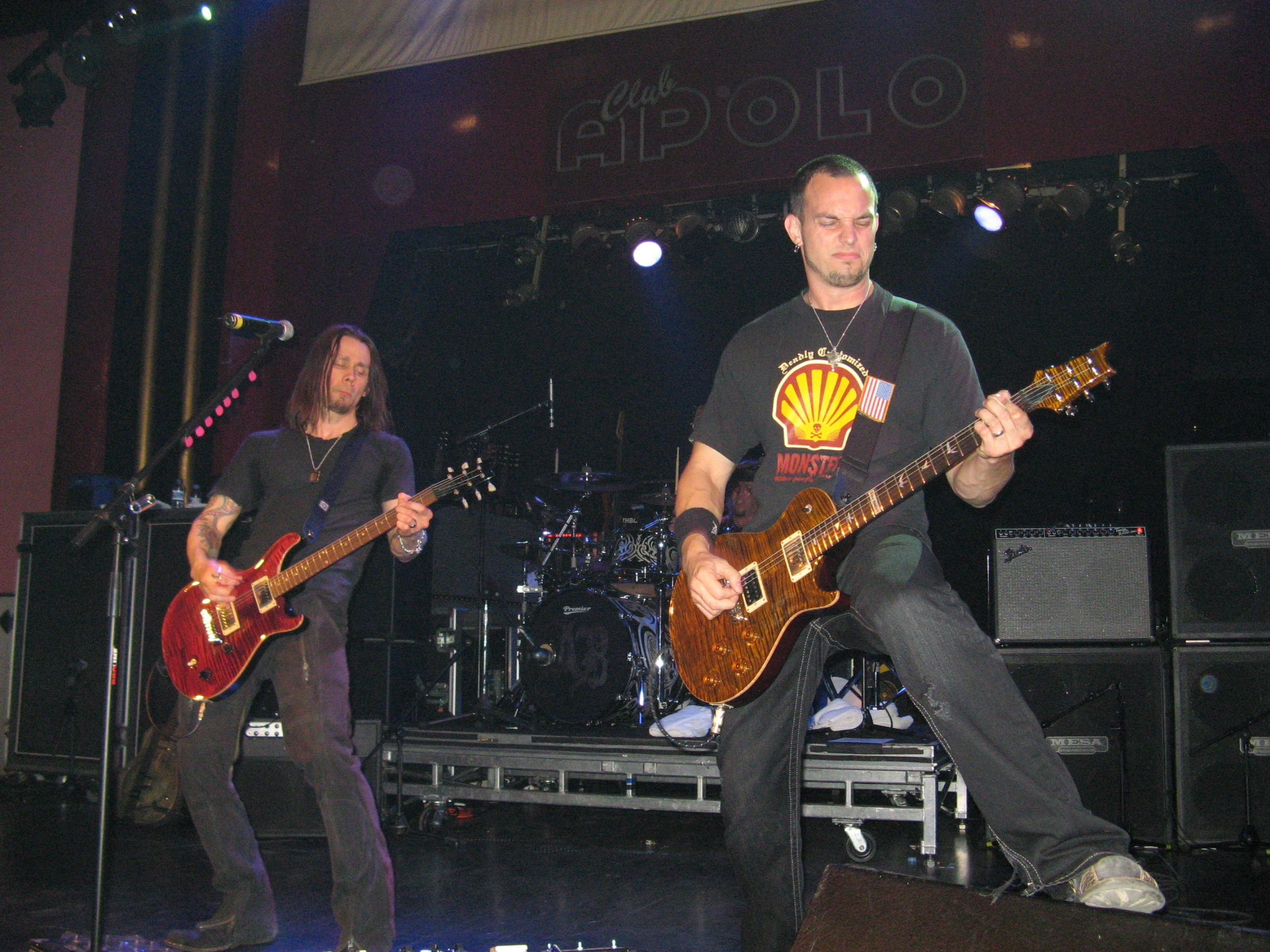
Myles Kennedy a Mark Tremonti

Alter Bridge vydali svoje první album „One Day Remains“ 10. 8. 2004 pod vedením producenta Bena Grosse z Wind-Up Records. Zároveň vyšel i první singl „Open Your Eyes“, který byl následován dalšími dvěma, „Find The Real“ a „Broken Wings“. Alter Bridge také vydali instrumentální skladbu jménem „Ahavo Rabo Taco Salad“ v roce 2005 pro magazín Total Guitar. 

Album „One Day Remains“, které bylo oceněno zlatem od RIAA (Americká asociace nahrávacího průmyslu), bylo v podstatě hotové už když se Kennedy ke skupině připojil. Veškerou hudbu zkomponoval Tremonti, ke které také napsal většinu textů. Nakonec se Kennedy podílel jako spoluautor na textech zhruba poloviny zbývajících písní. Nepodílel se ani jako kytarista na nahrávání desky, tento part převzal až později v několika písních při turné, které kapela zahájila 14. září 2004.

### Změna nahrávací společnosti a „Blackbird“: 2006 - 2009
Po skončení poslední části turné k „One Day Remains“ uprostřed roku 2006, začali Alter Bridge nahrávat svoje druhé album. Kvůli tlaku jejich vydavatelství Wind-Up Records na obnovení Creed nakonec spolupráci s tímto vydavatelstvím ukončili. Na vydání další desky se dohodli s Universal Republic Records a producentem Michaelem „Elvis“ Baskettem. Dne 9. 10. 2007 vychází jejich druhé album „Blackbird“. První singl tohoto alba „Rise Today“ byl vydán 30. 7. 2007 a druhý, „Watch Over You“ 2. 1. 2008. Třetím singlem, i když jen pro Velkou Británii, se stal „Ties That Bind“.
Po krátkém působení na rockových rádiích byla píseň „Watch Over You“ koncem dubna uvolněna i do popových rádií a stala se prvním songem od Alter Bridge hraným jak na rockových tak i popových stanicích. Píseň „Before Tomorrow Comes“ byla annoncována jako třetí (respektive čtvrtý) singl 1. 4. 2008 a hrát v rádiu ji začali později téhož měsíce. Tato píseň spolu s „Find The Real“ jsou jediné dva singly, ke kterým nebyl natočen oficiální videoklip.

Videoklip k písni „Watch Over You“ vyšel v září 2008. Další verze videa se scénami z amerického TV pořadu „Celebrity Rehab with Dr. Drew“ - odvykací kliniky pro celebrity přišla vzápětí a byla použita jako promo k jedné ze sérií pořadu. Existuje i třetí verze této písně Alter Bridge feat. Cristina Scabbia nazvaná „Watch Over You Duet“. 

Alter Bridge také vyjeli na světové tour včetně Nového Zélandu, Austrálie a Evropy, které skončilo v prosinci 2008. Při koncertě v Amsterdamu v Heineken Music Hall dne 7. prosince 2008 natočila kapela svoje první live DVD nazvané „Live from Amsterdam".

### Druhá změna nahrávací společnosti a "AB III": 2009 - 2012
Poté, co se po většinu roku 2009 zabývali psaním nových písní, začali Alter Bridge nahrávat svoje třetí album (pracovně nazvané AB III) v únoru 2010 a finální podoba písní byla dokončena v květnu 2010. Po vydání prvního singlu „Isolation“ dne 26. 9. 2010 (UK) bylo album, již s oficiálním názvem „AB III“, vydáno jako první v Německu a Austrálii dne 8.10. 2010, a to pod křídly nového vydavatelství Roadrunner Records, se kterým kapela podepsala smlouvu nedlouho předtím. Pod stejným labelem vyšlo i ve zbytku Evropy dne 11. 10. 2010. V USA bylo vydáno až dne 9. 11. 2010 ve vlastním nákladu kapely ve spolupráci s EMI/Capitol Records. V Japonsku pak vyšlo 24. 11. 2010, také pod Roadrunner Records.

Videoklip k prvnímu singlu "Isolation" měl premiéru 6. prosince 2010.
Album se setkává s nadšenou odezvou a je také celosvětově kladně hodnoceno odborníky.
Kapela bezprostředně po vydání alba v říjnu 2010 zahájila turné, které zatím zahrnuje Evropu a USA. Koncerty budou s přestávkami pokračovat po celý rok 2011, v mezidobí pak Myles Kennedy vystupuje na Slash Tour. 

Slash, se kterým Kennedy v současnosti spolupracuje, se překvapivě objevil na koncertě Alter Bridge ve Stockholmu dne 2.11. 2010 a zahrál si s kapelou v písni “Rise Today”. Kapela také vystoupila na Classic Rock Roll of Honour Awards dne 10. 11. 2010 spolu se Slashem jako zvláštním hostem a s dalšími skupinami mj. AC/DC, Cheap Trick.

Rok 2011 kapela zasvětila koncertování jak po USA, tak v Evropě. Na největších evropských festivalech koncem jara, na přelomu srpna a září Carnival Of Madness 2011 Summer North America tour a od konce října do konce listopadu následovala Evropa podruhé. Tato část tour vyvrcholila sérií koncertů v Anglii, které se poprvé v historii kapely konaly ve větších arénách, při posledním z nich (Wembley Arena, Londýn, 29. listopadu 2011) se uskutečnilo natáčení v pořadí druhého live DVD. Jeho vydání je anoncováno na březen 2012, ve 3D pak má následovat v létě.
Počátkem roku 2012 Myles Kennedy nahrává CD se Slashem, zatímco Mark Tremonti vydává koncem února své první sólové album. Ve stejnou dobu kapela vyráží do Austrálie, kde se účastní Soundwawe festivalu, mimoto jsou zcela vyprodány tři ohlášené headline koncerty. Po zbytek roku - až na vydání DVD z Wembley - má skupina pauzu, protože Myles Kennedy absolvuje tour se Slashem a pro ostatní tři členy je rok 2012 ve znamení kapely Creed.

## Hudební styl a vlivy
Žánrově bývá hudba kapely zařazována nejčastěji do stylů hard rock, alternativní metal, progresivní metal a post-grunge. Podle zpěváka Mylese Kennedyho jsou ovlivněni „bluesovými prvky, které přišly do USA na začátku minulého století a vším, co následovalo až po moderní metal.“ Členové kapely uvádějí jako hlavní vlivy Led Zeppelin, Metallicu, Scorpions, Soundgarden, Jeffa Buckleyho, Rush, Dream Theater, Lamb of God, Pink Floyd, Tool, Roberta Johnsona, The Beatles a Guns N' Roses. Hudba Alter Bridge bývá charakterizována jako tvrdá, ale melodická. Nicméně s třetím albem „AB III“ se jejich styl mírně posunul díky propracovanému a progresivnímu zvuku a temným textům. Album "Fortress", které bylo avizováno jako "unexpected and high energy record" naplnilo zcela očekávání a podle kritik i odezvy při Evropské tour posunulo Alter Bridge do zcela jiného levelu.

## Obsah textů
Většina textů je dílem Mylese Kennedyho, ačkoliv Tremonti napsal nebo se spolupodílel na převážné většině textů na prvním albu „One Day Remains“. Tyto texty se často dotýkají temných témat jako je smrt („In Loving Memory“, „Blackbird“, „Wonderful Life“) nebo závislost („Burn It Down“, „Buried Alive“, „Watch Over You“). Ačkoliv jejich první dvě alba jsou víceméně pozitivní, s tématy naděje a vytrvalosti tváří v tvář neštěstí, na jejich třetím, volném koncepčním albu „AB III“, jehož texty jsou opět drtivou většinou dílem Kennedyho, vidíme jistý odklon. Jsou výrazně temnější a pojednávají převážně o bezvýchodnosti, beznaději, vnitřním zápase člověka s démony a touhou znovu uvěřit v lásku, v přátelství, v život, ve vyšší moc. Jak Kennedy uvádí, popisují pocity a myšlenky člověka, který zjišťuje, že vše, co považoval za absolutní pravdu, nemusí existovat.

## Další média
Myles Kennedy ztvárnil menší roli rockového fanouška jménem „Thor“ ve filmu „Rock Star“ (2001), v hlavnich rolích Mark Wahlberg a Jennifer Aniston.
V roce 2005 přispěla kapela dvěma písněmi do soundtracku ke dvěma filmům: „Save Me“ pro „Elektra: The Album“ a „Shed My Skin“ pro „Fantastic 4: The Album“. Ve stejném roce poskytli živý záznam písně „The End Is Here“ na kompilační album „Ozzfest: 10th Anniversary“.
Upravená verze „Open Your Eyes“ byla představena jako soundtrack k videohře Madden NFL 2005.
Píseň „Rise Today“ byla použita jako ústřední melodie WWE Unforgiven (wrestling). Stejný song byl použit v upoutávce na TV seriál „Terminátor: Příběh Sáry Connorové“ a v komerční upoutávce na šestou řadu TV seriálu „CSI: Miami“.
Písně „Come To Life“ a „Ties That Bind“ byly použity jako skladby do PC her „Guitar Hero“.
Wrestlingová superstar Edge používá upravenou verzi písně „Metalingus“ jako svou ústřední melodii v ringu od roku 2004.

## Sólové a jiné činnosti členů
Kennedy je navíc frontmanem formace Slash Tour Band 2010/2011, která s vydáním alba "Apocalyptic Love" v r. 2012 změnila název na Slash ft. Myles Kennedy & The Conspirators. Ve fázi preprodukce se v současnosti nachází práce na druhé společné desce. Její vydání se očekává koncem léta 2014.
V r. 2012 vydal Mark Tremonti své sólové album "All I Was", na němž spolupracují pánové Garret Whitlock a Eric Friedman alias eRock. Při úspěšném tour k albu se k výše zmíněným připojil místo Briana Marshalla (který očekával narození potomka) jako basák Wolfgang Van Halen, syn proslulého kytaristy Eddieho Van Halena.

## Diskografie

### Studiová alba
- 2004 - One Day Remains
- 2007 - Blackbird
- 2010 - AB III
- 2013 - Fortress
- 2016 - The Last Hero
- 2019 - Walk the Sky

2022-Pawns & Kings

### Živá alba a DVD
- 2009 - Live from Amsterdam
- 2012 - Live at Wembley
- 2018 - Live At The Royal Albert Hall

### Singly
One Day Remains
- 2004 - Open Your Eyes
- 2005 - Find The Real
- 2005 - Broken Wings

Blackbird
- 2007 - Rise Today
- 2007 - Ties That Bind - jen pro UK
- 2008 - Watch Over You
- 2008 - Before Tomorrow Comes

AB III
- 2010 - Isolation
- 2011 - I Know It Hurts
- 2011 - Ghost Of Days Gone By - USA
- 2011 - Wonderful Life

Fortress
- 2013 - Addicted to Pain

## Členové skupiny
- Myles Kennedy - zpěv, rytmická kytara
- Mark Tremonti - sólová kytara, doprovodný zpěv
- Brian Marshall - baskytara
- Scott Phillips - bicí, perkuse